# غلام‌محمد جهاندیده
غلام‌محمد جهاندیده (زادهٔ ۱۳۳۱ در سراوان) نمایندهٔ حوزهٔ انتخابیهٔ سراوان در دورهٔ ششم مجلس شورای اسلامی بوده‌است.